# Delia monticola
Delia monticola is een vliegensoort uit de familie van de bloemvliegen (Anthomyiidae). De wetenschappelijke naam van de soort werd in 1966 gepubliceerd door Hugh C. Huckett.